# Holmegaard
Holmegaard é um município da Dinamarca, localizado na região sul, no condado de Storstrom.
O município tem uma área de 66 km² e uma  população de 7 237 habitantes, segundo o censo de 2004.